# 그린피버팅
그린피버팅이란 친환경을 뜻하는 그린(Green)과 방향 전환을 의미하는 피버팅(Pivoting)의 합성어로, 환경 오염의 심각성을 인지하여 기존의 소비 습관과 라이프스타일을 친환경으로 바꾸는 것을 말한다.
‘그린피버팅’은 환경을 생각하는 가치 소비자들 사이에서 빠르게 확산되고 있으며, 이에 따라 리사이클·업사이클을 통해 새롭게 탄생한 친환경 제품을 구매하는 것을 넘어, 탄소 저감의 필요성을 인지한 소비자 인식까지 고려해, 친환경에 진심을 보이며 사회적 책임을 다하는 지속가능한 브랜드를 선택하는 분위기다.

## 등장 배경
기후위기에 따른 환경 문제가 세계적 이슈로 등장한 이후 ‘지속가능성’이 기업과 소비자들 사이에 글로벌 스탠다드로서 자리매김 하고 있다. 이에 국내에서도 탄소 절감의 중요도가 커지는 분위기다. 통계청에 따르면, 탄소 발생의 주 원인인 온실가스배출량은 1990년 2억 9,210만 톤(이산화탄소 환산 기준)에서 2021년 6억 7,660만 톤으로 30년간 2배 이상 증가했다. 1인당 온실가스 배출량 역시 1990년 6.8톤에서 2020년 12.7톤으로 2배 이상 상승해, 프랑스·영국·독일·일본 등 선진국들에 비해 높은 수준으로 집계됐다.
아울러 탄소 배출의 주범인 플라스틱 배출량도 한국은 세계 최고 수준이다. 2021년 발표된 미국 국립과학공학의학원 보고서에 따르면, 한국인 연간 플라스틱 배출량은 88kg으로 미국과 영국에 이은 세계 3위로 상위권에 랭크됐다. 그린피스가 공개한 ‘2023 플라스틱 배출 기업 조사보고서-우리는 일회용을 마신다’에서는 국민 1명 기준 일주일간 약 41.3개의 일회용 플라스틱을 폐기한 것으로 나타났다. 따라서 '지속가능성'을 최우선 가치로 두며 환경을 생각하는 소비자들이 늘어나는 추세다.

## 예시
일상 속 '그린 피버팅' 실천을 위해 철저한 분리배출과 개인 컵 및 텀블러를 사용하기 시작했다.